# 4746 Doi
4746 Doi è un asteroide della fascia principale. Scoperto nel 1989, presenta un'orbita caratterizzata da un semiasse maggiore pari a 3,2188036 UA e da un'eccentricità di 0,1674864, inclinata di 0,88003° rispetto all'eclittica.